# イスラム行動戦線
イスラム行動戦線（アラビア語: حزب جبهة العمل الإسلامي、Islamic Action Front）は、ヨルダン・ムスリム同胞団の政治部門（政党）。
1992年に設立された。党首（書記長）は、ムラード・アル＝アダーイレ（مراد العضايلة）。
2012年、選挙法への不満から次期議会選挙へのボイコットを表明した。
2016年の議会総選挙には「改革のための国民連合（National Coalition for Reform）」に加わって参加、同連合は15議席（うち行動戦線単独で10議席）を獲得した。2020年の議会総選挙では8議席を獲得した。その後、部族偏重から政党重視への移行を意図とした選挙制度改革が2022年に行われたこともあり、2024年9月10日に執行された議会総選挙では前回の3倍以上となる31議席を獲得した。また躍進の要因として、行動戦線は反イスラエルの立場であることから、ガザにおける戦争の影響を指摘するものもある。